# Llista de topònims d'Artesa de Lleida
Llista de topònims (noms propis de lloc) del municipi d'Artesa de Lleida, al Segrià
Informació actualitzada per un bot. Els canvis manuals es perdran quan s'actualitzi!

## canal de reg
| imatge | Nom                     | Ubicat a                                     | instància de | Detalls                         | coordenades | Protecció | Commons (més fotos) | Dades a WD                    |
| ------ | ----------------------- | -------------------------------------------- | ------------ | ------------------------------- | --- | --------- | ------------------- | ----------------------------- |
|        | canal auxiliar d'Urgell | Noguera Pla d'Urgell Segrià                  | canal de reg | Desemboca: canal d'Urgell       | 41° 42′ 28″ N, 0° 55′ 39″ E / 41.707651°N,0.927486°E                                                                               |           |                     | Modifica les dades a Wikidata |
|        | canal d'Urgell          | Noguera Urgell Pla d'Urgell Garrigues Segrià | canal de reg | Desemboca: Segre Llarg: 144.2km | 41° 55′ 47″ N, 1° 09′ 50″ E / 41.92977111111111°N,1.16391°E 41° 34′ 27″ N, 0° 34′ 37″ E / 41.57407111111111°N,0.5769580555555556°E |           | Canal d'Urgell      | Modifica les dades a Wikidata |

## casa
| imatge | Nom                                        | Ubicat a         | instància de | Detalls                     | coordenades                                          | Protecció                   | Commons (més fotos) | Dades a WD                    |
| ------ | ------------------------------------------ | ---------------- | ------------ | --------------------------- | ---------------------------------------------------- | --------------------------- | ------------------- | ----------------------------- |
|        | Ca l'Aleix                                 | Artesa de Lleida | casa         | Estil: arquitectura popular | 41° 33′ 04″ N, 0° 42′ 16″ E / 41.551164°N,0.704359°E | bé cultural d'interès local |                     | Modifica les dades a Wikidata |
|        | Ca la Joaneta i l'Enriqueta                | Artesa de Lleida | casa         | Estil: arquitectura popular | 41° 33′ 09″ N, 0° 42′ 20″ E / 41.552414°N,0.705533°E | bé cultural d'interès local |                     | Modifica les dades a Wikidata |
|        | Ca la Teresita                             | Artesa de Lleida | casa         | Estil: arquitectura popular | 41° 33′ 05″ N, 0° 42′ 14″ E / 41.551261°N,0.703978°E | bé cultural d'interès local |                     | Modifica les dades a Wikidata |
|        | Cal Baquero                                | Artesa de Lleida | casa         | Estil: arquitectura popular | 41° 33′ 04″ N, 0° 42′ 15″ E / 41.55108°N,0.704053°E  | bé cultural d'interès local |                     | Modifica les dades a Wikidata |
|        | Cal Carreter                               | Artesa de Lleida | casa         | Estil: arquitectura popular | 41° 33′ 07″ N, 0° 42′ 10″ E / 41.551827°N,0.702661°E | bé cultural d'interès local |                     | Modifica les dades a Wikidata |
|        | Cal Far                                    | Artesa de Lleida | casa         | Estil: arquitectura popular | 41° 33′ 10″ N, 0° 42′ 08″ E / 41.552743°N,0.702184°E | bé cultural d'interès local |                     | Modifica les dades a Wikidata |
|        | Cal Josep                                  | Artesa de Lleida | casa         | Estil: arquitectura popular | 41° 33′ 10″ N, 0° 42′ 21″ E / 41.552724°N,0.705697°E | bé cultural d'interès local |                     | Modifica les dades a Wikidata |
|        | Cal Jové                                   | Artesa de Lleida | casa         | Estil: arquitectura popular | 41° 33′ 06″ N, 0° 42′ 16″ E / 41.551553°N,0.704415°E | bé cultural d'interès local |                     | Modifica les dades a Wikidata |
|        | Cal Manyaneta                              | Artesa de Lleida | casa         | Estil: arquitectura popular | 41° 33′ 10″ N, 0° 42′ 20″ E / 41.552691°N,0.705684°E | bé cultural d'interès local |                     | Modifica les dades a Wikidata |
|        | Cal Marquet                                | Artesa de Lleida | casa         | Estil: arquitectura popular | 41° 33′ 08″ N, 0° 42′ 11″ E / 41.552149°N,0.703037°E | bé cultural d'interès local |                     | Modifica les dades a Wikidata |
|        | Cal Perejoanet                             | Artesa de Lleida | casa         | Estil: arquitectura popular | 41° 33′ 08″ N, 0° 42′ 19″ E / 41.552267°N,0.705221°E | bé cultural d'interès local |                     | Modifica les dades a Wikidata |
|        | Cal Roiset                                 | Artesa de Lleida | casa         | Estil: arquitectura popular |                                                      | bé cultural d'interès local |                     | Modifica les dades a Wikidata |
|        | Cal Sangenís                               | Artesa de Lleida | casa         | Estil: arquitectura popular | 41° 33′ 07″ N, 0° 42′ 18″ E / 41.551972°N,0.704944°E | bé cultural d'interès local |                     | Modifica les dades a Wikidata |
|        | Conjunt d'habitatges al carrer del Castell | Artesa de Lleida | casa         | Estil: arquitectura popular | 41° 33′ 05″ N, 0° 42′ 09″ E / 41.551395°N,0.702592°E | bé cultural d'interès local |                     | Modifica les dades a Wikidata |
|        | habitatge al carrer Mestre Ginera, 58      | Artesa de Lleida | casa         | Estil: arquitectura popular | 41° 33′ 09″ N, 0° 42′ 21″ E / 41.552388°N,0.705946°E | bé cultural d'interès local |                     | Modifica les dades a Wikidata |

## edifici
| imatge | Nom                                        | Ubicat a         | instància de | Detalls                                    | coordenades                                                                   | Protecció                                  | Commons (més fotos) | Dades a WD                    |
| ------ | ------------------------------------------ | ---------------- | ------------ | ------------------------------------------ | ----------------------------------------------------------------------------- | ------------------------------------------ | ------------------- | ----------------------------- |
|        | Conjunt de la Vileta                       | Artesa de Lleida | edifici      | Estil: arquitectura popular                | 41° 33′ 08″ N, 0° 42′ 17″ E / 41.552165°N,0.704636°E                          | bé cultural d'interès local                |                     | Modifica les dades a Wikidata |
|        | Escoles d'Artesa de Lleida                 | Artesa de Lleida | edifici      | Estil: arquitectura modernista noucentisme | 41° 33′ 11″ N, 0° 42′ 05″ E / 41.553138°N,0.701352°E ca:Carrer Sant Ramon, 16 | bé cultural d'interès local                |                     | Modifica les dades a Wikidata |
|        | Llar del Poble d'Artesa de Lleida          | Artesa de Lleida | edifici      |                                            | 41° 33′ 11″ N, 0° 42′ 21″ E / 41.553082°N,0.705746°E                          | bé cultural d'interès local                |                     | Modifica les dades a Wikidata |
|        | Museu Local Arqueològic d'Artesa de Lleida | Artesa de Lleida | edifici      |                                            | 41° 33′ 06″ N, 0° 42′ 12″ E / 41.551757°N,0.7032°E                            | bé cultural d'interès local                |                     | Modifica les dades a Wikidata |
|        | Sindicat Agrícola                          | Artesa de Lleida | edifici      | Estil: noucentisme                         |                                                                               | bé integrant del patrimoni cultural català |                     | Modifica les dades a Wikidata |
|        | la Farmàcia                                | Artesa de Lleida | edifici      | Estil: arquitectura popular                |                                                                               | bé cultural d'interès local                |                     | Modifica les dades a Wikidata |

## església
| imatge | Nom                            | Ubicat a         | instància de | Detalls                     | coordenades                                          | Protecció                   | Commons (més fotos)            | Dades a WD                    |
| ------ | ------------------------------ | ---------------- | ------------ | --------------------------- | ---------------------------------------------------- | --------------------------- | ------------------------------ | ----------------------------- |
|        | Sant Miquel d'Artesa de Lleida | Artesa de Lleida | església     | Estil: arquitectura barroca | 41° 33′ 06″ N, 0° 42′ 16″ E / 41.5518°N,0.70434°E    | bé cultural d'interès local | Sant Miquel d'Artesa de Lleida | Modifica les dades a Wikidata |
|        | Sant Ramon d'Artesa de Lleida  | Artesa de Lleida | església     | Estil: arquitectura barroca | 41° 33′ 20″ N, 0° 41′ 45″ E / 41.555582°N,0.695743°E | bé cultural d'interès local |                                | Modifica les dades a Wikidata |

## granja
| imatge | Nom                  | Ubicat a         | instància de | Detalls | coordenades                                                          | Protecció | Commons (més fotos) | Dades a WD                    |
| ------ | -------------------- | ---------------- | ------------ | ------- | -------------------------------------------------------------------- | --------- | ------------------- | ----------------------------- |
|        | Agropecuària del Mor | Artesa de Lleida | granja       |         | 41° 34′ 02″ N, 0° 42′ 42″ E / 41.5673144211526°N,0.711761324266598°E |           |                     | Modifica les dades a Wikidata |
|        | Granja Pasqual       | Artesa de Lleida | granja       |         | 41° 33′ 27″ N, 0° 40′ 50″ E / 41.5576115494998°N,0.680615821232641°E |           |                     | Modifica les dades a Wikidata |
|        | Granja Serra         | Artesa de Lleida | granja       |         | 41° 33′ 29″ N, 0° 40′ 40″ E / 41.5580949271154°N,0.677792655076693°E |           |                     | Modifica les dades a Wikidata |
|        | Granja del Manyo     | Artesa de Lleida | granja       |         | 41° 32′ 58″ N, 0° 43′ 16″ E / 41.5493329311377°N,0.721052135068702°E |           |                     | Modifica les dades a Wikidata |
|        | Vaqueria del Robert  | Artesa de Lleida | granja       |         | 41° 34′ 18″ N, 0° 40′ 50″ E / 41.5715950135733°N,0.68043925182928°E  |           |                     | Modifica les dades a Wikidata |

## masia
| imatge | Nom                  | Ubicat a         | instància de | Detalls | coordenades                                                          | Protecció | Commons (més fotos) | Dades a WD                    |
| ------ | -------------------- | ---------------- | ------------ | ------- | -------------------------------------------------------------------- | --------- | ------------------- | ----------------------------- |
|        | Casa del Miquelet    | Artesa de Lleida | masia        |         | 41° 33′ 44″ N, 0° 42′ 18″ E / 41.5622269483159°N,0.705045669794003°E |           |                     | Modifica les dades a Wikidata |
|        | Monrepòs             | Artesa de Lleida | masia        |         | 41° 34′ 06″ N, 0° 40′ 39″ E / 41.5683108289389°N,0.677474638305757°E |           |                     | Modifica les dades a Wikidata |
|        | Torre de Niubó       | Artesa de Lleida | masia        |         | 41° 33′ 17″ N, 0° 41′ 49″ E / 41.5547515603436°N,0.696941007701022°E |           |                     | Modifica les dades a Wikidata |
|        | Torre de l'Ambrosi   | Artesa de Lleida | masia        |         | 41° 34′ 17″ N, 0° 40′ 28″ E / 41.5714366944037°N,0.674388258026703°E |           |                     | Modifica les dades a Wikidata |
|        | Torre de l'Esquerrer | Artesa de Lleida | masia        |         | 41° 33′ 54″ N, 0° 40′ 48″ E / 41.5649419228889°N,0.680125699965007°E |           |                     | Modifica les dades a Wikidata |
|        | Torre del Cabaler    | Artesa de Lleida | masia        |         | 41° 33′ 13″ N, 0° 41′ 37″ E / 41.5535230348429°N,0.693615424391003°E |           |                     | Modifica les dades a Wikidata |
|        | Torre del Llobet     | Artesa de Lleida | masia        |         | 41° 34′ 11″ N, 0° 40′ 41″ E / 41.56963701123°N,0.67809384805276°E    |           |                     | Modifica les dades a Wikidata |
|        | Torre del Mira       | Artesa de Lleida | masia        |         | 41° 33′ 51″ N, 0° 41′ 08″ E / 41.5641251020132°N,0.685623301555054°E |           |                     | Modifica les dades a Wikidata |
|        | Torre del Prat       | Artesa de Lleida | masia        |         | 41° 33′ 50″ N, 0° 41′ 24″ E / 41.5639°N,0.68993333°E                 |           |                     | Modifica les dades a Wikidata |
|        | Torre del Ramos      | Artesa de Lleida | masia        |         | 41° 33′ 52″ N, 0° 41′ 09″ E / 41.5644546519021°N,0.685887353967753°E |           |                     | Modifica les dades a Wikidata |
|        | Torre del Ribera     | Artesa de Lleida | masia        |         | 41° 33′ 23″ N, 0° 41′ 46″ E / 41.5563642432368°N,0.696068367200895°E |           |                     | Modifica les dades a Wikidata |
|        | Torre del Solans     | Artesa de Lleida | masia        |         | 41° 33′ 38″ N, 0° 42′ 16″ E / 41.560442438221°N,0.704533253187353°E  |           |                     | Modifica les dades a Wikidata |
|        | Torre del Vicente    | Artesa de Lleida | masia        |         | 41° 33′ 52″ N, 0° 41′ 02″ E / 41.5645145446527°N,0.683942493692352°E |           |                     | Modifica les dades a Wikidata |

## molí d'aigua
| imatge | Nom           | Ubicat a         | instància de | Detalls                     | coordenades                                                          | Protecció                                  | Commons (més fotos) | Dades a WD                    |
| ------ | ------------- | ---------------- | ------------ | --------------------------- | -------------------------------------------------------------------- | ------------------------------------------ | ------------------- | ----------------------------- |
|        | Molí d'Artesa | Artesa de Lleida | molí d'aigua |                             | 41° 33′ 25″ N, 0° 42′ 40″ E / 41.5570271064117°N,0.711213105931974°E |                                            |                     | Modifica les dades a Wikidata |
|        | Molí fariner  | Artesa de Lleida | molí d'aigua | Estil: arquitectura popular |                                                                      | bé integrant del patrimoni cultural català |                     | Modifica les dades a Wikidata |

## Misc
| imatge | Nom                                  | Ubicat a         | instància de                                   | Detalls                     | coordenades                                                             | Protecció                                  | Commons (més fotos) | Dades a WD                    |
| ------ | ------------------------------------ | ---------------- | ---------------------------------------------- | --------------------------- | ----------------------------------------------------------------------- | ------------------------------------------ | ------------------- | ----------------------------- |
|        | Artesa de Lleida                     | Artesa de Lleida | entitat singular de població capital municipal | 1536 hab                    | 41° 33′ 11″ N, 0° 42′ 11″ E / 41.55303895°N,0.70292351°E 201 msnm       |                                            |                     | Modifica les dades a Wikidata |
|        | Dipòsit vell soterrat                | Artesa de Lleida | cisterna                                       | Estil: arquitectura popular |                                                                         | bé cultural d'interès local                |                     | Modifica les dades a Wikidata |
|        | Era Falguera                         | Artesa de Lleida | cabana                                         |                             | 41° 33′ 13″ N, 0° 42′ 46″ E / 41.5535361869499°N,0.712751152556176°E    |                                            |                     | Modifica les dades a Wikidata |
|        | Forns de la Serra Blanca             | Artesa de Lleida | teuleria                                       | Estil: arquitectura popular |                                                                         | bé integrant del patrimoni cultural català |                     | Modifica les dades a Wikidata |
|        | Pla                                  | Artesa de Lleida | vèrtex geodèsic                                | Alt: 1.2m                   | 41° 32′ 39″ N, 0° 41′ 36″ E / 41.544096°N,0.693296°E 261.197 msnm       |                                            |                     | Modifica les dades a Wikidata |
|        | Tossal del Roig                      | Artesa de Lleida | muntanya                                       |                             | 41° 32′ 39″ N, 0° 41′ 36″ E / 41.54410833°N,0.693325°E 261.2 msnm       |                                            |                     | Modifica les dades a Wikidata |
|        | casa consistorial d'Artesa de Lleida | Artesa de Lleida | casa consistorial                              |                             | 41° 33′ 06″ N, 0° 42′ 12″ E / 41.551708036149165°N,0.7032422762505296°E |                                            |                     | Modifica les dades a Wikidata |
|        | serra Blanca                         | Artesa de Lleida | serra                                          |                             | 41° 33′ 01″ N, 0° 41′ 13″ E / 41.55031083°N,0.68705833°E 247.3 msnm     |                                            |                     | Modifica les dades a Wikidata |
|        | xemeneia de l'antiga Fàbrica Jové    | Artesa de Lleida | xemeneia de fàbrica                            |                             | 41° 33′ 04″ N, 0° 42′ 08″ E / 41.551075°N,0.702218°E                    | bé cultural d'interès local                |                     | Modifica les dades a Wikidata |